# Synagoge (Astryna)

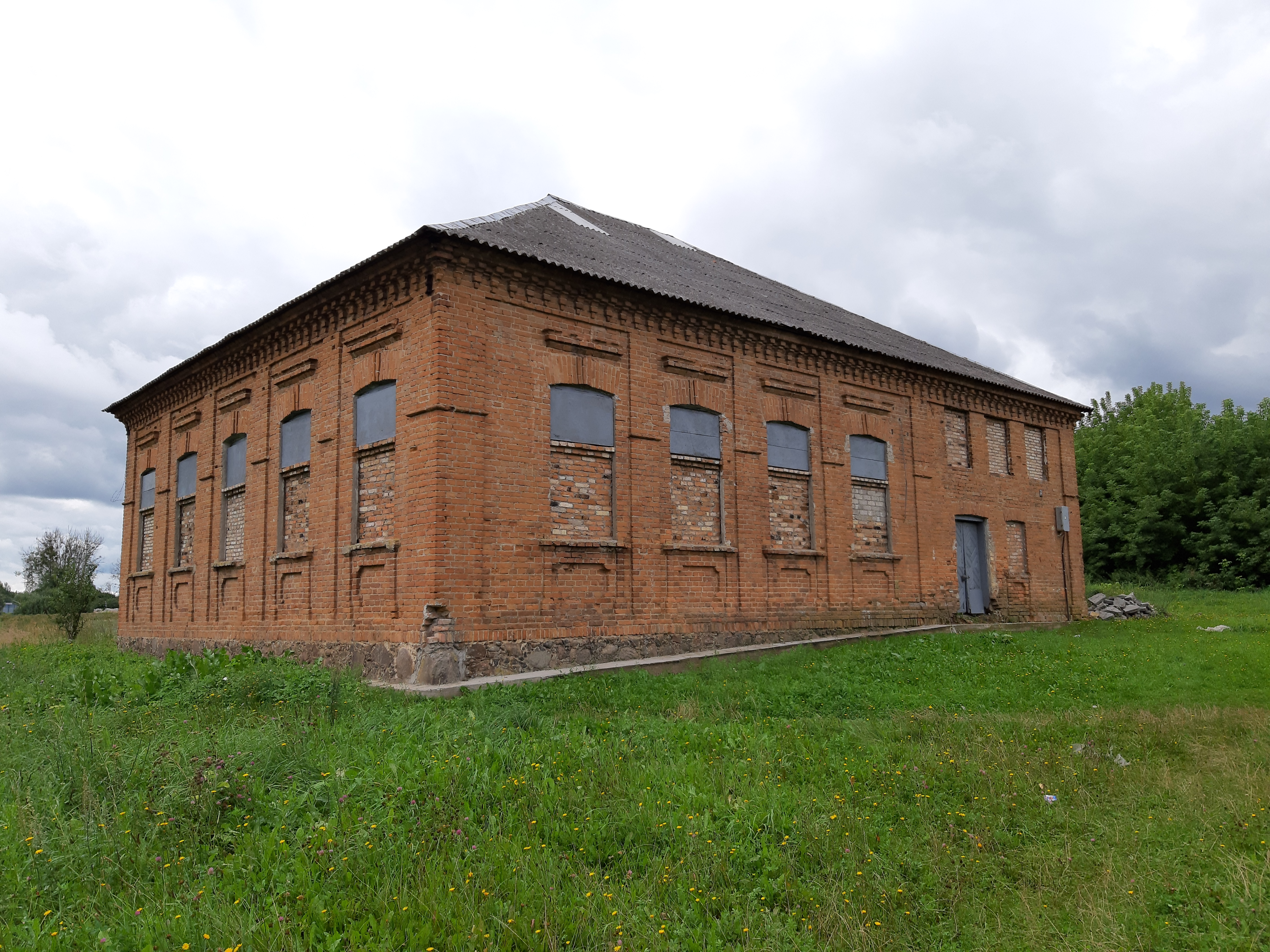
Ehemalige Synagoge in Astryna (2021)

Die Synagoge in Astryna (belarussisch Астрына), einer Kleinstadt in der Hrodsenskaja Woblasz im Norden von Belarus, wurde 1898 errichtet. Die Synagoge wurde nach dem Zweiten Weltkrieg zweckentfremdet. Heute steht das Gebäude leer und verfällt.
In Astryna war vor 1941 der Anteil der jüdischen Bevölkerung sehr hoch. Der überwiegende Teil der jüdischen Bevölkerung wurde von den deutschen Besatzern während des Holocausts ermordet.